# Tingyi
Tingyi est une entreprise de produits alimentaires autour des nouilles instantanées, basée à Tianjin en Chine. Elle possède notamment la marque Master Kong.